# Ман, Вероник
Вероник Ман (фр. Véronique Ngo Mang; род. 15 декабря 1984, Дуала) — французская легкоатлетка (бег на короткие дистанции, эстафетный бег), победительница Средиземноморских игр, призёр чемпионата Европы, призёр летних Олимпийских игр 2004 года в Афинах.

## Карьера
Победительница Средиземноморских игр 2005 года в Альмерии в беге на 100 метров и эстафете 4×100 метров. Серебряный призёр чемпионата Европы 2010 года в Барселоне в этих же дисциплинах.
На Олимпиаде в Афинах Ман в беге на 100 метров заняла 6-е место с результатом 11,39 с. В эстафете 4×100 метров сборная Франции, в составе которой выступала Ман, завоевала бронзовые награды.
На Олимпиаде 2012 года в Лондоне Ман в беге на 100 метров снова стала 6-й с результатом 11,41 с.